# Kłodawa (Basses-Carpates)
Pour les articles homonymes, voir Kłodawa.
Kłodawa est une localité polonaise de la gmina de Brzyska, située dans le powiat de Jasło en voïvodie des Basses-Carpates.